# CTSS MAIL
CTSS MAIL – polecenie w systemie CTSS służące przesyłaniu wiadomości pomiędzy użytkownikami tego systemu. Jest to poprzednik obecnie stosowanej poczty elektronicznej. Polecenie to zostało dodane do tego systemu w 1965 roku, stosowane było (tak jak system, na którym działało) na MIT.  
CTSS MAIL stworzone zostało w celu koordynacji prac nad różnymi projektami. Każdy użytkownik w systemie był przydzielony do konkretnego projektu i posiadał własny numer identyfikacyjny. 
Polecenie to zostało użyte do wysłania pierwszego spamu. Miał on charakter antywojenny.